# Coon Valley
Coon Valley é uma vila localizada no estado norte-americano de Wisconsin, no Condado de Vernon.

## Demografia
Segundo o censo norte-americano de 2000, a sua população era de 714 habitantes.
Em 2006, foi estimada uma população de 703, um decréscimo de 11 (-1.5%).

## Geografia
De acordo com o United States Census Bureau tem uma área de
2,8 km², dos quais 2,8 km² cobertos por terra e 0,0 km² cobertos por água.

## Localidades na vizinhança
O diagrama seguinte representa as localidades num raio de 20 km ao redor de Coon Valley.